# Tassaporn Wannakit
Tassaporn Wannakit (* 23. November 1989 in Bangkok) ist eine thailändische Sprinterin, die insbesondere mit der thailändischen 4-mal-100-Meter-Staffel Erfolge verzeichnet.

## Sportliche Laufbahn
Erste Erfahrungen bei internationalen Wettkämpfen sammelte Tassaporn Wannakit bei den Juniorenasienmeisterschaften 2008 in Jakarta, bei denen sie in 24,43 s die Silbermedaille über 200 Meter gewann sowie in 45,95 s die Goldmedaille mit der thailändischen 4-mal-100-Meter-Staffel. Damit nahm sie auch an den Juniorenweltmeisterschaften im polnischen Bydgoszcz teil und schied dort in beiden Disziplinen mit 24,86 s und 45,99 s in der Vorrunde aus. Im Jahr darauf nahm sie an Asienmeisterschaften in Guangzhou teil und erreichte dort über 200 Meter das Halbfinale, in dem sie mit 24,70 s ausschied. 2010 schied sie bei den Asienspielen ebendort mit 24,60 s in der Vorrunde über 200 Meter aus. Auch 2011 schied sie bei Asienmeisterschaften in Kōbe mit 24,89 s in der Vorrunde über 200 Meter aus. Bei den Studentenweltspielen in Shenzhen belegte sie mit der Staffel in 44,13 s im Finale den fünften Platz.
2013 gewann sie bei Asienmeisterschaften in Pune in 44,44 s die Bronzemedaille mit der Staffel hinter den Teams aus China und Japan und belegte bei den Sommer-Universiade im russischen Kasan in 46,66 s den sechsten Platz. Bei den Südostasienspielen in Naypyidaw gewann sie in 11,91 s die Bronzemedaille im 100-Meter-Lauf hinter der Vietnamesin Vũ Thị Hương und ihrer Landsfrau Orranut Klomdee. Zudem siegte sie mit der thailändischen Stafette in 44,42 s. Im Jahr darauf belegte sie bei den Asienspielen in Incheon in 11,76 s den achten Platz über 100 Meter und verpasste mit der Staffel in 44,39 s als Vierte eine Medaille. 2015 gewann sie mit der Staffel in 44,27 s erneut die Goldmedaille bei den Südostasienspielen in Singapur und sie gewann zusätzlich in 11,76 s die Silbermedaille über 100 Meter hinter der Philippinerin Kayla Anise Richardson und wurde über 200 Meter in 23,99 s Fünfte. Bei ihrer dritten Teilnahme an der Universiade in Gwangju gewann sie mit der thailändischen Stafette in 45,03 s die Bronzemedaille hinter Kasachstan und den Vereinigten Staaten, wie auch bei den Asienmeisterschaften in Wuhan in 44,73 s hinter den Teams aus China und Japan. 2017 schied sie bei den Asienmeisterschaften im indischen Bhubaneswar über 100 Meter mit 12,47 s im Halbfinale aus und belegte mit der Staffel in 44,74 den vierten Rang. Anschließend belegte sie bei den Südostasienspielen in Kuala Lumpur in 11,90 s den sechsten Platz über 100 Meter und erreichte über 200 Meter in 24,63 s Rang sieben, während sie mit der Staffel in 44,62 s die Silbermedaille hinter Vietnam gewann. Mit der Staffel nahm sie darauf ein weiteres Mal an den Studentenweltspielen in Taipeh teil und schied dort mit 45,60 s im Vorlauf aus.
2019 erreichte sie bei den Asienmeisterschaften in Doha mit der Staffel in 43,99 s Rang fünf und schied anschließend bei den World Relays in Yokohama mit 44,24 s in der Vorrunde aus. Im Oktober nahm sie an den Militärweltspielen in Wuhan teil und schied dort mit 12,15 s und 25,10 s über 100 und 200 Meter jeweils in der ersten Runde aus. Anschließend siegte sie mit der Staffel in 44,38 s bei den Südostasienspielen in Capas und gewann in der gemischten 4-mal-100-Meter-Staffel in 41,99 s die Silbermedaille hinter den Philippinen.
2012 wurde Wannakit thailändische Meisterin über 100 und 200 Meter.

## Bestleistungen
- 100 Meter: 11,61 s, 11. Dezember 2014 in Nakhon Ratchasima
- 200 Meter: 23,99 s (+0,3 m/s), 10. Juni 2015 in Singapur